# Delopleurus gilletti
Delopleurus gilletti är en skalbaggsart som beskrevs av Emile Janssens 1939. Delopleurus gilletti ingår i släktet Delopleurus och familjen bladhorningar. Inga underarter finns listade i Catalogue of Life.